# アンドルー・アーチャー (第2代アーチャー男爵)
第2代アーチャー男爵アンドルー・アーチャー（英語: Andrew Archer, 2nd Baron Archer、1736年7月29日 – 1778年4月18日/4月25日）は、グレートブリテン王国の貴族、政治家。1761年から1768年まで庶民院議員を務めた。ホイッグ党所属。

## 生涯
トマス・アーチャー（1747年に初代アーチャー男爵に叙爵）と妻キャサリン（Catharine、旧姓ティッピング（Tipping、1754年7月20日没、初代準男爵サー・トマス・ティッピングの娘）の息子として、1736年7月29日に生まれ、8月31日にピアゴで洗礼を受けた。1747年から1753年までイートン・カレッジで教育を受けた後、1754年7月8日にオックスフォード大学トリニティ・カレッジに入学した。
1761年イギリス総選挙で父とコヴェントリーの地方自治体（corporation）の支持を受けてコヴェントリー選挙区から出馬したが、無所属のウィリアム・グローヴ（William Grove）との選挙戦に臨む必要があったため、保険として腐敗選挙区のブランバー選挙区でも出馬した。ブランバー選挙区では無投票で当選したが、コヴェントリー選挙区でも得票数2位（994票）で当選したため、後者の代表として議員を務めることを選択した。議会ではホイッグ党に属し、ビュート伯爵内閣期（1762年 – 1763年）に七年戦争の予備講和条約に反対票を投じ、グレンヴィル内閣期（1763年 – 1765年）に一般逮捕状（general warrant）に関する採決で野党の一員として投票した。以降爵位継承まで野党の立場にあったが、議会で演説した記録はなかった。1768年イギリス総選挙ではコヴェントリーの自治体反対派がウォルター・ウォーリング（Walter Waring）を推したが、やはり得票数2位（633票）で再選した。1768年10月19日に父が死去すると、アーチャー男爵位を継承した。
1778年4月18日か25日にメイフェアのポートマン・スクエアで死去、タンワースの教会に埋葬された。息子が早世したため、爵位は廃絶した。長女サラが遺産の大半を継承した。

## 家族
1761年7月23日にピアゴでサラ・ウェスト（Sarah West、1741年5月11日 – 1801年2月18日、ジェームズ・ウェストの娘）と結婚、1男3女をもうけた。
- サラ（英語版）（1838年5月27日没） - 1778年5月20日、第5代プリマス伯爵アザー・ヒックマン・ウィンザーと結婚、子供あり[6]。1800年7月24日、初代アマースト伯爵ウィリアム・ピット・アマーストと再婚、子供あり[7]
- エリザベス・アン - クリストファ・マスグレイヴ（Christopher Musgrave、第6代準男爵サー・フィリップ・マスグレイヴ（英語版）の次男）と結婚、子供あり[8]
- マリア（1789年11月9日没） - 1788年11月4日、ヘンリー・ハワード（Henry Howard）と結婚[8]
- 男子（1771年11月27日 – 1778年までに没）[2]